# Спарихин, Юрий Валентинович
Юрий Валентинович Спарихин (род. 14 марта 1963, Батуми, Грузинская ССР, СССР) — российский убийца-рецидивист, совершивший 4 убийства в период с 1980 по 2020 год на территории города Новороссийск. К моменту последнего ареста в 2020 году 57-летний Юрий Спарихин являлся заядлым рецидивистом, проведшим в тюремном заключении почти 42 года своей жизни. В 2021 году Спарихин был приговорен к пожизненному лишению свободы.

## Биография

### Детство и юность
Юрий Спарихин родился 14 марта 1963 года в городе Батуми (Грузинская ССР). Имел старшего брата Бориса. В 1973 году семья Спарихина покинула территорию Грузинской ССР и переехала в город Новороссийск. Оба родителя Юрия вели законопослушный образ жизни, не имели проблем с законом и вредных привычек, отрицательно влияющих на быт, здоровье детей и благосостояние семьи в целом. Несмотря на это, детство Юрий провел в социально неблагополучной обстановке. Уже в раннем детстве Спарихин начал демонстрировать девиантное поведение и склонность к садизму, кроме этого был замечен в жестоком обращении с животными. Спарихин и его брат Борис учились в школе № 15, но Юрий не испытывал интереса к учебному процессу, вследствие чего имел проблемы с успеваемостью и прогулами. Большую часть свободного времени Юрий проводил на улице в обществе представителей маргинального слоя общества, ведущих криминальный образ жизни. В школьные годы Спарихин подвергал нападкам других учеников и имел репутацию хулигана. После окончания 7 класса Спарихин вынужден был бросить школу из-за проблем с законом. Родственники Юрия впоследствии утверждали, что на его психоэмоциональное состояние сильно повлиял брат Борис, который якобы подвергал его физическим нападкам в детстве и сексуальному насилию, однако доказательств этому найдено не было, а Юрий Спарихин эти домыслы впоследствии всячески отрицал. В 1977 году в возрасте 14 лет Спарихин был арестован за совершение кражи. Отбыв уголовное наказание полностью, он в 1980 году вернулся в Новороссийск.

### Убийство в 1980 году
Через несколько недель после освобождения совершил первое убийство. Жертвой 17-летнего Юрия стала его соседка, молодая девушка по имени Надежда. В день убийства Спарихин узнал, что девушка намеревалась отправиться на танцевальную площадку, дождался вечера и последовал вслед за ней. После того, как они оказались в безлюдном месте, Юрий совершил нападение на Надежду, в ходе которого изнасиловал ее и забил до смерти, нанеся ей черепно-мозговую травму и изуродовав лицо до неузнаваемости.

Из показаний родственников Юрия Спарихина:
Какой позор… Мы думали, что он не вернется после убийства девочек. Таких расстреливать нужно. Зверь.., мы все хорошо ее знали. Надька была, как это говорят, гулящая. Я ее видела перед смертью. Она нарядная – в кримпленовом пальто, в туфлях на платформе и с банкой самогона – сказала мне, что идет «гулять». А потом я ее опознала по этому пальто. От лица остался только подбородок… мозги, кровь по стенам. Как это можно было сделать в комнатушке с потолком в два метра? А один туфель был измазан в крови и к потолку прилеплен.
Все последующие убийства Юрий Спарихин совершил, продемонстрировав образ действия, который он использовал при совершении первого убийства. Во время совершения убийства Надежды Юрий Спарихин не отличался особой осторожностью, вследствие чего был арестован через несколько дней на основании множественных улик. На судебном процессе суд не мог применить к нему высшую меру наказания, так как на момент совершения преступлений Спарихин был несовершеннолетним. В конце 1980 года он был признан виновным по всем инкриминируемым ему обвинениям и приговорён к 10 годам лишения свободы — максимально возможному сроку, который мог быть применён к лицам, не достигшим совершеннолетия в СССР.
Отбывая уголовное наказание, в 1986 году Спарихин принял участие в ограблении тюремного ларька, за что впоследствии был осужден и получил к своему сроку дополнительные 6 лет лишения свободы. В 1996 году Юрий вышел на свободу. Летом того же года в состоянии алкогольного опьянения он совершил изнасилование и был задержан в Ленинском парке Новороссийска милиционером, которому при задержании оказал сопротивление, в ходе которого милиционер получил черепно-мозговую травму. После ареста Юрий Спарихин был снова осужден и получил в качестве уголовного наказания 4 года лишения свободы.

### Двойное убийство в 2000 году
Отбыв уголовное наказание, в начале 2000 года Спарихин в очередной раз вышел на свободу и вернулся домой к матери в Новороссийск. Летом 2000 года Юрий поехал отдыхать на базу отдыха, расположенную в селе Абрау-Дюрсо, где работал охранником его брат Борис. Через несколько дней после приезда на базу отдыха Юрий Спарихин совершил двойное убийство, сопряженное с изнасилованием. Его жертвами стали две несовершеннолетние девочки, которых он изнасиловал и забил до смерти. После ареста Спарихин отрицал свою причастность к совершению убийств, утверждая, что в действительности убийства были совершены его братом Борисом, который также в течение своей жизни неоднократно сталкивался с системой уголовного правосудия и ранее также был судим за совершение изнасилования. Тем не менее на судебном процессе в 2001 году вина Юрия Спарихина в совершении двойного убийства была доказана полностью, после чего он получил в качестве уголовного наказания 20 лет лишения свободы.

### Убийство  в 2020 году
Отбыв уголовное наказание полностью, Юрий Спарихин в очередной раз вышел на свободу 19 июня 2020 года, после чего снова вернулся в Новороссийск. К тому времени его родители и брат Борис были уже мертвы, вследствие чего Спарихин нашел жилье у двоюродной сестры и устроился на работу сборщиком поддонов на одном из местных предприятий города. 14 августа 2020 года, получив аванс в размере 2 000 рублей, Спарихин отправился в центр города, где купил себе телефон, а спустя несколько минут совершил новое преступление.
Его жертвой стала 34-летняя жительница Новороссийска. Спарихин подошел к ней вечером 14 августа на улице Героев Десантников в тот момент, когда она собиралась сесть в свой автомобиль марки «BMW». Приставив к ее шее нож, он потребовал ее отвезти его в село Мысхако, где, угрожая своей жертве убийством, изнасиловал ее, после чего заставил потерпевшую вернуться в Новороссийск и возить его по городу. Уже ночью, потребовав остановить автомобиль в безлюдном месте, Спарихин снова изнасиловал женщину. На территории 16 микрорайона Новороссийска потерпевшая сознательно нарушила правила дорожного движения, после чего наряд ДПС последовал за их автомобилем, вследствие чего Спарихин потребовал жертву остановить машину и сбежал, не причинив жертве больше никаких физических увечий. В ходе расследования полиция установила личность преступника, и 15 августа 2020 года Юрий Спарихин был арестован. 18 августа того же года он был доставлен в суд, где в отношении него была установлена мера пресечения. После окончания судебного заседания Юрий Спарихин сумел совершить побег, когда сотрудники правоохранительных органов пытались ввести его в автозак. После побега Спарихин отправился в Краснодар, где утром 20 августа сел в автомобиль к 40-летней женщине и попросил отвезти его в Апшеронский район.

Из показаний Юрия Спарихина:
Я сел на лавочку, долго посидел, и тут подъезжает машина, внутри женщина, слегка накрашена.
Когда женщина довезла Юрия до нужного места, он изнасиловал и зарезал ее с целью избавления от свидетелей. Спустя три дня после убийства Спарихин, находясь за рулем машины своей жертвы, не остановился по требованию сотрудника ДПС, после чего началась погоня. Во время погони Спарихин проехал 10 километров, однако в конечном итоге не справился с управлением автомобиля и вылетел в кювет, после чего был арестован. Судебный процесс по обвинению Спарихина открылся в начале 2021 года. Вина Спарихина была доказана полностью, после чего 21 марта 2021 года Краснодарским краевым судом он был признан виновным во всех инкриминируемых ему действиях и получил в качестве уголовного наказания пожизненное лишение свободы.

### Последующие события
После суда Спарихин находился в СИЗО-1 Краснодара, ожидая этапирования в колонию особого режима. В июне 2021 года во время прогулки на территории СИЗО Спарихин совершил нападение на двух сотрудников ФСИН с куском проволоки, который он обнаружил в своей камере. В ходе нападения один из сотрудников ФСИН получил травму носа, а другой контузию правого глаза средней степени. После того, как Спарихин был обезврежен, ему были предъявлены обвинения по ч.2 и ч.3 статьи 321 УК РФ «Применение насилия, опасного для жизни и здоровья, совершенное в отношение сотрудника места содержания под стражей». В ходе допроса Юрий Спарихин свою вину признал, но отказался объяснить мотив своих действий. По версии следствия, Спарихин совершил нападение на сотрудников ФСИН с целью задержаться в СИЗО, так как условия содержания в колонии особого режима более суровые, чем в СИЗО.
27 мая 2022 года 59-летний Юрий Спарихин был осужден по обвинению в нападении на сотрудников ФСИН, после чего получил дополнительные 9 лет лишения свободы к своему пожизненному сроку.